# Ліпатов Андрій Юрійович
Андрій Юрійович Ліпатов (29 травня 1960, Коломна, Московська область, РРФСР — 13 січня 2010, Кіровоград) — український художник.

## Біографія
Андрій Ліпатов народився 29 травня 1960 року в м. Коломні, Московської області в родині військовослужбовця.
У 1966 переїхав до Кіровограда (нині м. Кропивницький), де закінчив Кіровоградський інститут сільськогосподарського машинобудування.
Деякий час працював інженером-конструктором на підприємстві «Гідросила».

## Творчість
Як профі, почав займатися живописом у дорослому віці.
Учасник багатьох міжнародних виставок.
Остання картина «Синя Птаха щастя» залишилась незавершеною.
Деякі картини зберігаються у Кіровоградському обласному художньому музеї.
29 травня 2015 року у Кіровоградському обласному художньому музеї відкрилась персональна виставка «Міські легенди Андрія Ліпатова».

## Персональні виставки
- 1993 — Кіровоградський художній салон
- 1995 — Кіровоградська обласна універсальна наукова бібліотека імені Д. І. Чижевського
- 1996 — Одеський центр народної творчості
- 1998 — Київська галерея «ЛАДА»
- 1999 — Кіровоградський художньо-меморіальний музей О. О. Осмьоркіна
- 2000 — Московський музей наївного мистецтва
- 2001 — Московська галерея «ДАР»
- 2008 — Кембриджська галерея «EE FINE ART» (Великобритания)
- 2010 — Кіровоградський обласний художній музей[2]
- 2015 — Кіровоградський обласний художній музей

## Визнання
З 1998 року — член Національної спілки майстрів народного мистецтва України.

## Сімейний стан
Дружина — Ліпатова Марина.
Має сина.